# Палаццо Барбера
Палаццо Барбера (итал. Palazzo Barbera) — историческое здание в городе Реджо-ди-Калабрия (Калабрия, Италия). Палаццо расположено на углу проспекта Витторио Эммануэля III (ныне — проспект Маттеотти) и нынешней площади Ларго Христофора Колумба, выходящей на проспект Дженоизе Дзерби. Проект составлен в 1924 году инженером Антонио Марино, был пересмотрен в 1926 году инженером Доменико Корильяно.

## Архитектура
Первоначально здание имело два надземных этажа и подвал, но в 1960-х годах было расширено. На первом этаже расположены магазины, на верхних этажах — частные квартиры. Один угол закруглен; особенно впечатляет архитектура фасадов.
Фасад, выходящий на набережную Фалькомата, представляет центральное здание. Посреди двух пар колонн с высокими фундаментами в ионическом стиле, применявшемся в XVI веке, на верхнем этаже располагаются три оконных проёма с полукруглыми арками с удлинёнными замковыми камнями, окружённые рустом из грубой кладки с гладкими швами. На втором этаже имеются три проёма, соответствующие трём проёмам на первом этаже: три балкона с бетонными балясинами, проёмы с уплощёнными арками и консолями, поддерживающими рамы, карнизы и фронтоны, фриз с канавками по всей длине фасада и, наконец, декорированный парапет.
Другая часть фасада выделяется большими входными воротами на первом этаже и окном на верхнем этаже. Последняя часть фасада отличается закруглённым углом, где повторяется планировка оконных проёмов на двух этажах, за исключением балюстрады, соединяющей три балкона, которая выходит на проспект Дженоизе Дзерби.